# Jan Miodek

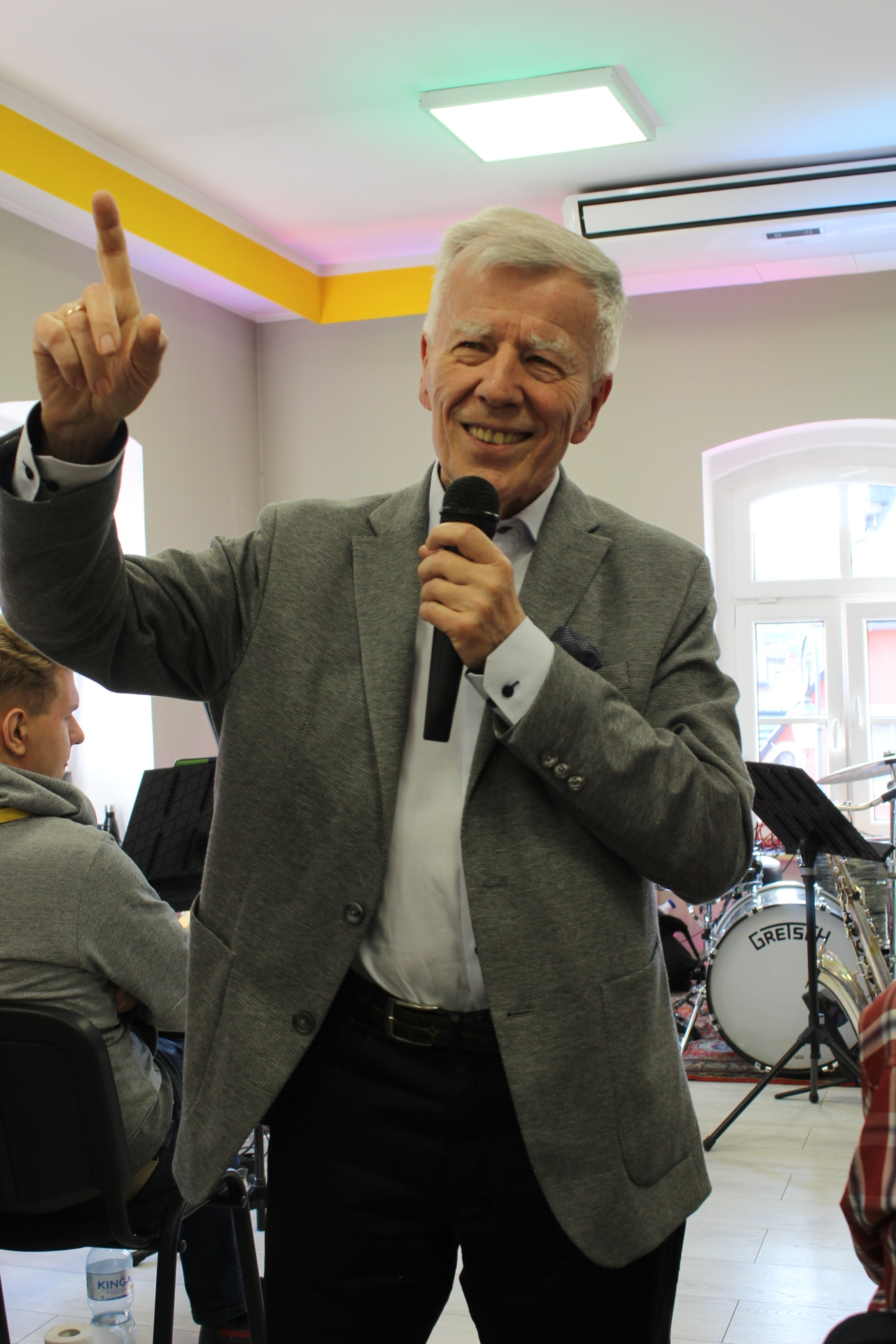
Jan Miodek (2025)

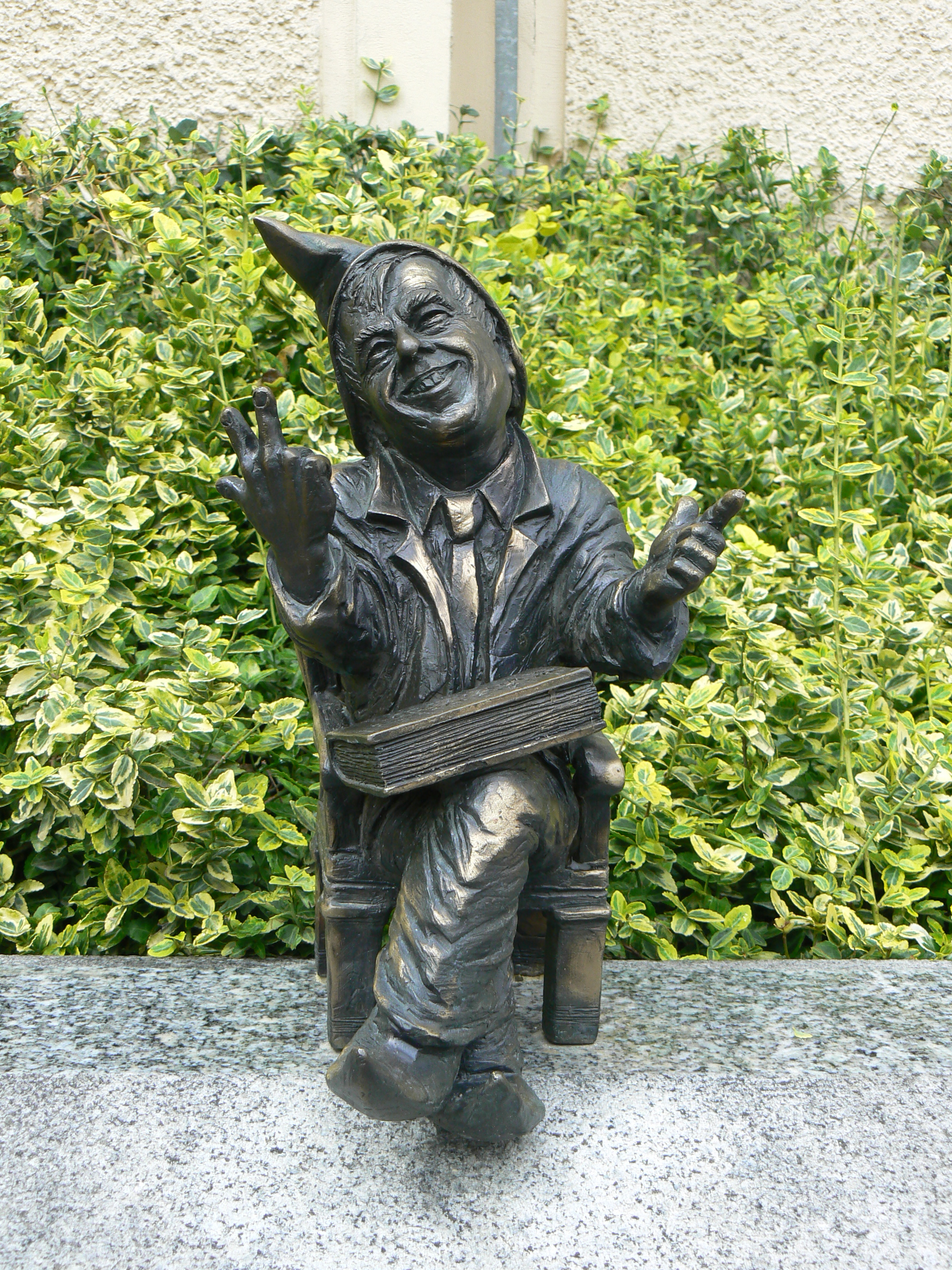
Wrocławski krasnal, umieszczony przed budynkiem Instytutu Filologii Polskiej, upamiętniający prof. Jana Miodka. Figurka krasnala została stworzona z okazji jubileuszu 70-lecia urodzin oraz zakończenia kariery pedagogicznej profesora Miodka.

Jan Franciszek Miodek (ur. 7 czerwca 1946 w Tarnowskich Górach) – polski językoznawca i gramatyk normatywny, profesor nauk humanistycznych, były dyrektor Instytutu Filologii Polskiej Uniwersytetu Wrocławskiego, członek Komitetu Językoznawstwa Polskiej Akademii Nauk. Jako członek Rady Języka Polskiego przy Prezydium PAN od 1996 r., czyli od początku jej istnienia, jest współodpowiedzialny m.in. za wszystkie uchwały ortograficzne Rady. Popularyzator wiedzy o języku, znany szczególnie jako autorytet normatywny w dziedzinie języka polskiego.
Od 1968 prowadzi cotygodniową rubrykę językową Rzecz o języku („Słowo Polskie”, obecnie „Gazeta Wrocławska”). Jest twórcą i prezenterem programów telewizyjnych: Ojczyzna polszczyzna (1987–2007, cotygodniowy) i Słownik polsko@polski (od 2009, cotygodniowy).

## Życiorys

### Wczesne lata
Urodził się 7 czerwca 1946 w Tarnowskich Górach jako syn Franciszka Miodka (1915–2002) i Janiny z Kowalskich. W 1963 przystąpił do matury w II Liceum Ogólnokształcącym im. Stanisława Staszica w Tarnowskich Górach. Na świadectwie maturalnym miał średnią 4,9. Z wszystkich przedmiotów miał ocenę bardzo dobrą, lecz wyjątkiem była matematyka, z której dostał „4”.
W latach młodości marzył o zawodzie dziennikarza. W 1963 rozpoczął studia na Uniwersytecie Wrocławskim. Po obronie pracy magisterskiej Nazwy miejscowe kulturalne typu Środa, Piątek, Wola, Osiek zaproponowano mu staż asystencki w tamtejszej katedrze języka polskiego.

### Praca w mediach
Od 1968 publikuje na łamach wrocławskiego dziennika „Słowo Polskie”, gdzie prowadzi rubrykę Rzecz o języku, zaś od 1987 do 2007 prowadził w Telewizji Polskiej program Ojczyzna polszczyzna. Miał też cotygodniowy felieton w „Dzienniku Zachodnim” i comiesięczny w „Śląsku”. Od 1995 prowadzi na żywo we wrocławskim oddziale TVP cykliczny program pt. Profesor Miodek odpowiada. Publikował również w miesięczniku „Wiedza i Życie”.
Od 2009 roku prowadzi na antenie TVP Polonia program Słownik polsko@polski, w latach 2009–2013 wraz z Agatą Dzikowską, następnie w okresie wrzesień 2013–czerwiec 2014 wraz z Magdaleną Bober, a od września 2014 roku współprowadzącą program jest dr Justyna Janus-Konarska. Podczas programu widzowie z Polski i zagranicy mogą zadawać pytania dotyczące języka polskiego za pośrednictwem internetowego komunikatora Skype lub wysyłając e-maile.
Od 2015 r. współtworzy cykl programów Polska z Miodkiem, w których w ciągu kilku minut wyjaśnia pochodzenie nazw polskich miast, regionów, jezior itp. Premierowe emisje odbywają się na antenie TVP Polonia, a wszystkie wydania (122 materiały – sierpień 2018) dostępne są w serwisie TVP VOD.
W swojej działalności reprezentuje preskryptywne podejście do języka.

### Proces przeciwko Grzegorzowi Braunowi
W 2007 r. wytoczył proces o zniesławienie publicyście Grzegorzowi Braunowi, który publicznie oskarżył go o współpracę ze Służbą Bezpieczeństwa. Sąd drugiej instancji prawomocnym wyrokiem nakazał Braunowi przeprosiny i wpłacenie grzywny na cele dobroczynne. W uzasadnieniu sąd stwierdził m.in., że publicysta dopuścił się „rażącego niedbalstwa” i „w znacznym stopniu naruszył dobra osobiste, cześć i dobre imię” Jana Miodka. W 2009 roku wyrok został podtrzymany przez Sąd Najwyższy.
29 maja 2010 Grzegorz Braun złożył skargę do Europejskiego Trybunału Praw Człowieka, powołując się na artykuł 10 (prawo do wolności słowa) Europejskiej Konwencji Praw Człowieka. Postępowanie rozpoczęło się 14 marca 2013 i zakończyło się w listopadzie 2014 wyrokiem Trybunału stwierdzającym, że polskie postępowania sądowe bezspornie naruszyły wolność wypowiedzi i skazującym Polskę na wypłacenie odszkodowania i zadośćuczynienia Grzegorzowi Braunowi.

## Działalność naukowo-dydaktyczna
W 1983 otrzymał stopień naukowy doktora habilitowanego, a także stanowisko docenta Uniwersytetu Wrocławskiego. Podstawę kolokwium stanowiły dwie książki – Rzecz o języku. Szkice o współczesnej polszczyźnie oraz Kultura języka w teorii i praktyce.
Od maja 1989 do sierpnia 2016 był dyrektorem Instytutu Filologii Polskiej Uniwersytetu Wrocławskiego. W 1991 senat tej uczelni przyznał mu stanowisko profesora nadzwyczajnego, a w 1995 Miodek odebrał tytuł profesorski z rąk prezydenta Lecha Wałęsy. 20 października 2005 został doktorem honoris causa Pedagogicznego Uniwersytetu Wileńskiego, a 10 marca 2006 roku otrzymał ten tytuł na Uniwersytecie Opolskim.

## Życie prywatne
W 1968 poślubił Teresę Taczanowską, którą poznał w czasie studiów. W 1976 urodził im się syn Marcin (doktor nauk humanistycznych i pracownik Instytutu Filologii Germańskiej UWr).
Prywatnie jest kibicem Ruchu Chorzów.

## Odznaczenia
- Srebrny Medal „Zasłużony Kulturze Gloria Artis” (2015)[16]
- Medal „Zasłużony dla Polszczyzny”[17]
- Medal Za zasługi w krzewieniu wiedzy obronnej (2012)[18][19]

## Nagrody

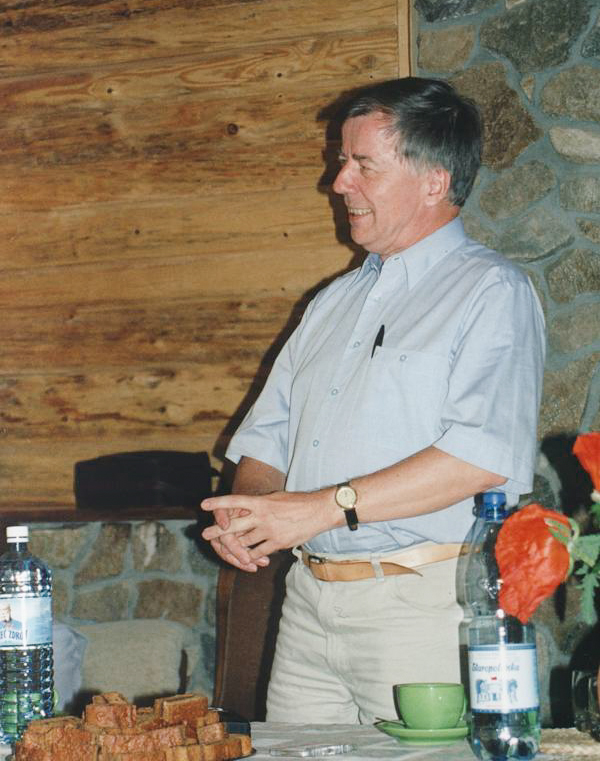
Prof. Miodek podczas wykładu społecznego „Uniwersytetu w Bielicach” (VI 2002)

Jest laureatem wielu nagród, m.in. Nagrody im. Wojciecha Korfantego, Śląskiej Nagrody im. Juliusza Ligonia (2006), Nagrody im. Profesora Hugona Steinhausa, Towarzystwa Przyjaciół Śląska w Warszawie, Loży Liderów w Katowicach, Ministra Edukacji Narodowej, rektora Uniwersytetu Wrocławskiego oraz „Złotej Kuli”, przyznawanej przez Wrocławską Izbę Gospodarczą. Dwukrotnie został wybrany najpopularniejszym mieszkańcem Wrocławia; jest również honorowym obywatelem Wrocławia, Tarnowskich Gór i Kalet oraz singularis incola wsi Bielice. W 2016 r. otrzymał tytuł Honorowego Obywatela Dolnego Śląska Civi Honorario.
Jest wielokrotnym laureatem telewizyjnych „Wiktorów” (1988, 1991, 1998) oraz „Superwiktora” za całokształt twórczości w 1998 roku. Znalazł się także na czwartej pozycji w plebiscycie organizowanym przez tygodnik Polityka na najwybitniejsze postacie telewizji XX wieku (2000).
W 2019 r. Miodek został wyróżniony przez MPK Wrocław, które zwróciło się do niego o nagranie zapowiedzi przystanku „Uniwersytet Wrocławski”.

## Epizod aktorski
Profesor Jan Miodek w odcinku serialu „Licencja na wychowanie”, wyemitowanym w TVP2 dnia 22 kwietnia 2010 roku, zagrał rolę samego siebie.
W filmie „Wtorek” użyty został fragment programu Ojczyzna polszczyzna z udziałem profesora Miodka.

## Wybrane publikacje
- Syntetyczne konstrukcje leksykalne w języku polskim, Zakład Narodowy im. Ossolińskich, Wrocław 1976
- Kultura języka w teorii i praktyce, Wyd. Uniwersytetu Wrocławskiego, Wrocław 1983
- Rzecz o języku. Szkice o współczesnej polszczyźnie, Zakład Narodowy im. Ossolińskich, Wrocław 1983, ISBN 83-04-00915-3.
- Odpowiednie dać rzeczy słowo. Szkice o współczesnej polszczyźnie, Państwowy Instytut Wydawniczy, Warszawa 1993, ISBN 83-06-02278-5.
- Ojczyzna polszczyzna dla uczniów, Wydawnictwo Radia i Telewizji, Warszawa 1990, ISBN 83-212-0581-X.
- Przez lata ze słowem polskim, Zakład Narodowy im. Ossolińskich, Wrocław-Warszawa-Kraków 1991, ISBN 83-04-03628-2.
- Śląska ojczyzna polszczyzna, Wojewódzka Biblioteka Publiczna, Katowice 1991, ISBN 83-900122-3-5.
- O języku do kamery, Krajowa Agencja Wydawnicza, Rzeszów 1992, ISBN 83-03-03527-4.
- Nie taki język straszny. O polszczyźnie do uczniów, Gdańskie Wydawnictwo Oświatowe, Gdańsk 1996, ISBN 83-85694-32-3.
- Miodek drąży skałę, Towarzystwo Przyjaciół Polonistyki Wrocławskiej, Wrocław 1993, ISBN 83-7091-006-8.
- Jaka jesteś, polszczyzno?, Towarzystwo Przyjaciół Polonistyki Wrocławskiej, Wrocław 1996, ISBN 83-7091-025-4.
- Rozmyślajcie nad mową!, Prószyński i S-ka, Warszawa 2002, ISBN 83-7337-195-8.
- ABC polszczyzny, Wydawnictwo Dolnośląskie, Wrocław 2004, ISBN 83-7384-160-1.
- Słownik ojczyzny polszczyzny, wyd. Europa, Wrocław 2002, ISBN 83-87977-92-6.
- Słowo jest w człowieku, Wydawnictwo Dolnośląskie, Wrocław 2007, ISBN 978-83-7384-696-8.
- Słownik polsko@polski z Miodkiem. Rozmowy profesora Jana Miodka o języku polskim z telewidzami z kraju i ze świata, Wydawnictwo Marina, Wrocław 2010, ISBN 978-83-61872-08-5.
- Słownik polsko@polski z Miodkiem drugi tom cyklu Rozmowy profesora Jana Miodka o języku polskim z telewidzami z kraju i ze świata, Wydawnictwo Marina, Wrocław 2013, ISBN 978-83-61872-76-4.
- Wszystko zależy od przyimka, Wydawnictwo Agora, Warszawa 2014, ISBN 978-83-2681-308-5 (wspólnie z Jerzym Bralczykiem i Andrzejem Markowskim).
- Trzy po 33, Wydawnictwo Agora, Warszawa 2016, ISBN 978-83-268-2415-9 (wspólnie z Jerzym Bralczykiem i Andrzejem Markowskim).
- Słownik polsko@polski z Miodkiem trzeci tom cyklu Rozmowy profesora Jana Miodka o języku polskim z telewidzami z kraju i ze świata, Wydawnictwo Marianna, Wrocław 2016, ISBN 978-83-6187-265-8.
- Polszczyzna. 200 felietonów o języku, Wydawnictwo Znak. Kraków 2022, ISBN 978-83-240-6568-4.